# رود تمبيرتون
رود تمبيرتون (بالإنجليزية: Rod Temperton)‏ (مواليد 9 أكتوبر 1947 في لنكولنشاير، إنجلترا - 5 أكتوبر 2016 في لندن)، هو كاتب غنائي وموسيقي ومنتج أسطوانات بريطاني. اشتهر بكونه مؤلف الأغاني الخاص بمايكل جاكسون.